# (73689) 1991 FK
1991 أف كي (ويعرف أيضًا باسم (73689) 1991 أف كي وفق تسمية الكوكب الصغير) (بالإنجليزية: 1991 FK)‏ هو كويكب ضمن حزام الكويكبات؛ وترتيبه 73689 من حيث الاكتشاف.
اكتُشف هذا الجُرم الفلكي بواسطة أوسامو موراماتسو في 17 مارس 1991.

## وصلات خارجية
- (73689) 1991 FK في قاعدة بيانات مختبر الدفع النفاث لأجرام النظام الشمسي الصغيرة

- الاكتشاف · مخطط المدار ·  العناصر المدارية · المعلمات المادية

- (73689) 1991 FK على موقع ويكي سكاي: DSS2, SDSS, GALEX, IRAS, Hydrogen α, X-Ray, Astrophoto, Sky Map, Articles and images